# Zhuolan
Zhuolan (chinesisch 卓蘭鎮, Pinyin Dàhú Xiāng) ist eine Stadtgemeinde (鎮,  Zhèn) im Landkreis Miaoli in der Republik China (Taiwan).

## Lage
Zhuolan liegt in einer Übergangszone zwischen dem zentralen Bergland Taiwans und den westlichen Ebenen. Die südliche Begrenzung wird vom Flusslauf des Da’anxi (大安溪) gebildet, der in Ost-West-Richtung fließt. Im Nordwesten wird die Grenze vom Liyutan-Stausee gebildet. Landschaftsgeografisch kann das Gemeindegebiet in zwei Teile unterteilt werden, das nördliche Zhuolan-Bergland (卓蘭山地) und das südliche Zhuolanpu-Gebiet (卓蘭埔地). Die ungefähre Grenze bildet der kleine Fluss bzw. Bach Laozhuang Xi (老庄溪), ein Zufluss des Da’anxi. Das erstere umfasst ein bergiges Gebiet mit einer Höhe zwischen 300 und 700 Metern und das letztgenannte das Gebiet der Da’anxi-Flussebene und mehrere niedrige Terrassen unterschiedlicher Größe. Die Jahresmitteltemperatur liegt bei 24 °C und der Jahresniederschlag beträgt etwa 2100 mm und konzentriert sich hauptsächlich auf die Monate Mai bis Juni sowie August bis Oktober.
Die angrenzenden Gemeinden sind im Landkreis Miaoli die Gemeinden Sanyi im Westen, Dahu im Norden und Tai’an im Osten. Im Süden grenzt Zhuolan an den Stadtbezirk Dongshi von Taichung.

## Geschichte
Die ursprünglichen Bewohner des Gebietes waren Angehörige der indigen-taiwanischen Ethnie der Atayal. Die ersten han-chinesischen Siedler trafen im Jahr 1723 zu Beginn der Herrschaftszeit Yongzhengs in Zhuolan ein. Sie kamen ganz überwiegend aus den südchinesischen Provinzen Guangdong und Fujian (Zhangzhou). Der durch die Einwanderer verwendete Ortsname war ursprünglich Dǎlán oder Dálián. Daraus wurde in Minnan Talan (罩蘭, Pe̍h-ōe-jī Tàlân). Zur Zeit der japanischen Herrschaft über Taiwan (1895–1945) wurde im Jahr 1920 durch geringe Änderung des ersten Schriftzeichens daraus das Dorf Zhuolan (卓蘭庄,  Zhuōlán zhuāng). Nach Übernahme Taiwans durch die Republik China im Jahr 1945 entstand daraus die Landgemeinde Zhuolan (卓蘭鄉,  Zhuōlán xiāng). Ab dem 11. Oktober 1946 war Zhuolan Teil des Landkreises Hsinchu und ab dem 25. Oktober 1950 Teil des neu gegründeten Landkreises Miaoli. Am 16. Januar 1956 erhielt Zhuolan den Status einer Stadtgemeinde (鎮,  Zhèn).

## Bevölkerung
Die Mehrheit der Bevölkerung spricht Hakka als Muttersprache. Der Anteil von Hakka-Sprechern wird in verschiedenen Erhebungen auf 76 bis 84 Prozent geschätzt. Den Rest bilden überwiegend Minnan-Sprecher. Ende 2019 lebten 158 Angehörige indigener Völker in Zhuolan, entsprechend einem Bevölkerungsanteil von 1,0 %.
| Gliederung von Zhuolan |
|                        |

## Verwaltungsgliederung
Zhuolan ist in 11 Ortsteile (里,  Li) untergliedert:
1 Zhongjie  (中街里)

2 Xinrong  (新榮里)

3 Xincuo  (新厝里)

4 Miaofeng  (苗豐里)

5 Fengtian  (豐田里)

6 Laozhuang  (老庄里)

7 Xiping  (西坪里)

8 Shangxin  (上新里)

9 Neiwan  (內灣里)

10 Pinglin  (坪林里)

11 Jingshan  (景山里)

## Wirtschaft
Ungeachtet seines Status als „Stadtgemeinde“ ist Zhuolan stark landwirtschaftlich geprägt. Den Schwerpunkt bildet dabei der Obstbau mit den Hauptprodukten Nashi-Birnen (ca. 1.200 Hektar, Mai bis Juli, September/Oktober), Weintrauben (Juli bis September, Dezember bis Februar), Sternfrüchten (Anfang September bis Anfang April) und Zitrusfrüchten (November bis Mai).

## Verkehr
Aufgrund der relativ bergigen Topografie gibt es nur wenige größere Straßen. Unmittelbar am Nordufer des Dajiaxi führt die Kreisstraße 140 entlang. Im westlichen Abschnitt durchquert die Provinzstraße 3 das Gemeindegebiet in bogenförmigem Verlauf.

## Besonderheiten
Der Liyutan-Stausee (鯉魚潭水庫) ist ein Stausee mit einer effektiven Speicherkapazität von 116 Mio. m³. Stausee und -damm dienen der öffentlichen Wasserversorgung, der Bewässerung für die Landwirtschaft und touristischen Zwecken. Zhuolan bietet verschiedene Möglichkeiten des Naturtourismus. An der südlichen Grenze zu Taichung fließt der Da’anxi abschnittsweise durch eine enge etwa 300 m lange und mehr als 10 m tiefe Felsschlucht, die als Da’anxi-Canyon (大安溪峽谷), Da’anxi Grand Canyon (大安溪大峽谷) oder Zhuolan Grand Canyon (卓蘭大峽谷) bekannt ist (). Die Gestalt der Schlucht wurde wesentlich durch das 921-Erdbeben 1999 geformt. Im Ortsteil Xincun befindet sich der Elun-Tempel (峨崙廟,  Élún miào ), ein daoistischer Tempel, in dem der „König der drei Berge“ Sanshan (三山國王) verehrt wird. Ein erster Tempel wurde im Jahr 1823 erbaut. Später erfolgten vielfache Umbauten und Neubauten. Weitere Tempel sind der daoistische Zhaozong-Tempel (昭忠廟,  Zhāozhōng miào ) im Ortsteil Laozhuang, der daoistische Shuangfeng-Tempel (雙鳳宮,  Shuāngfèng gōng ) im Ortsteil Pinglin, der buddhistische Miaoyun-Jingshe im Ortsteil Xiping (妙雲精舍,  Miàoyún jīngshě), der Beitian-Sanxuan-Tempel (北天三玄宮,  Běitiān sānxuán gōng ) im Ortsteil Xiping, ein Tempel von Xiwangmu, und der Chaonan-Tempel (朝南宮,  Cháonán gōng ) im Ortsteil Jingshan.

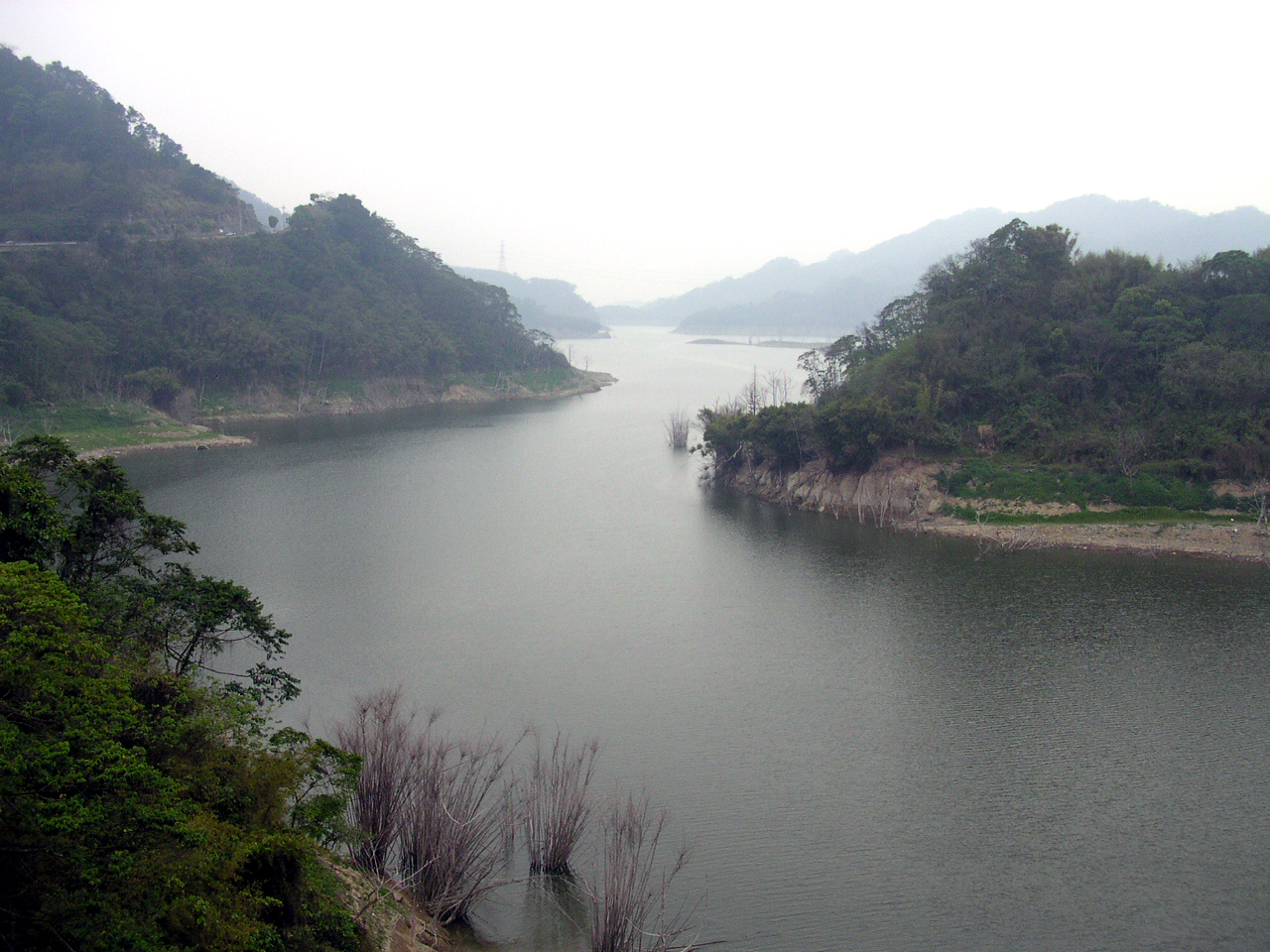
Liyutan-Stausee
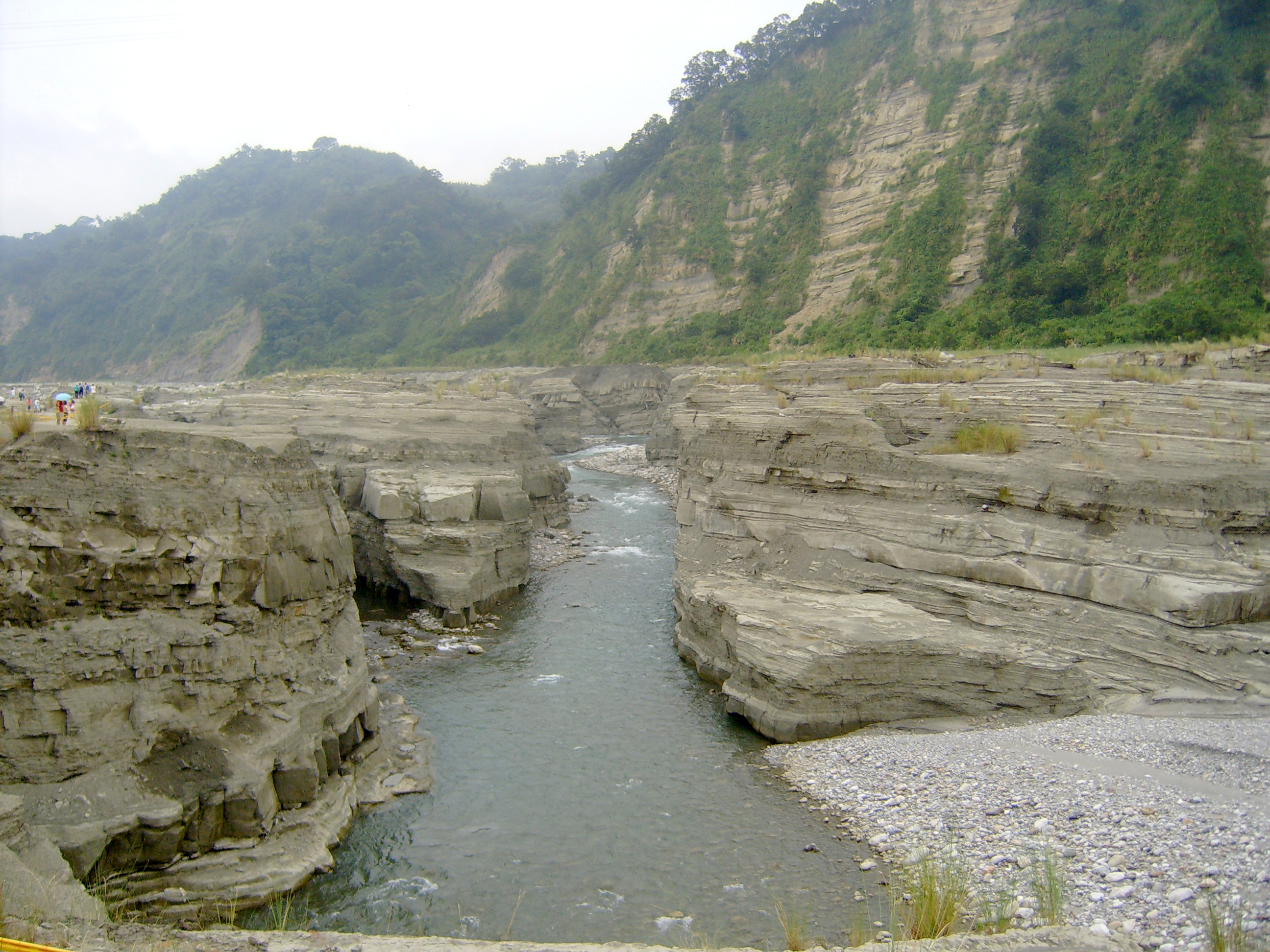
Da’anxi „Grand Canyon“
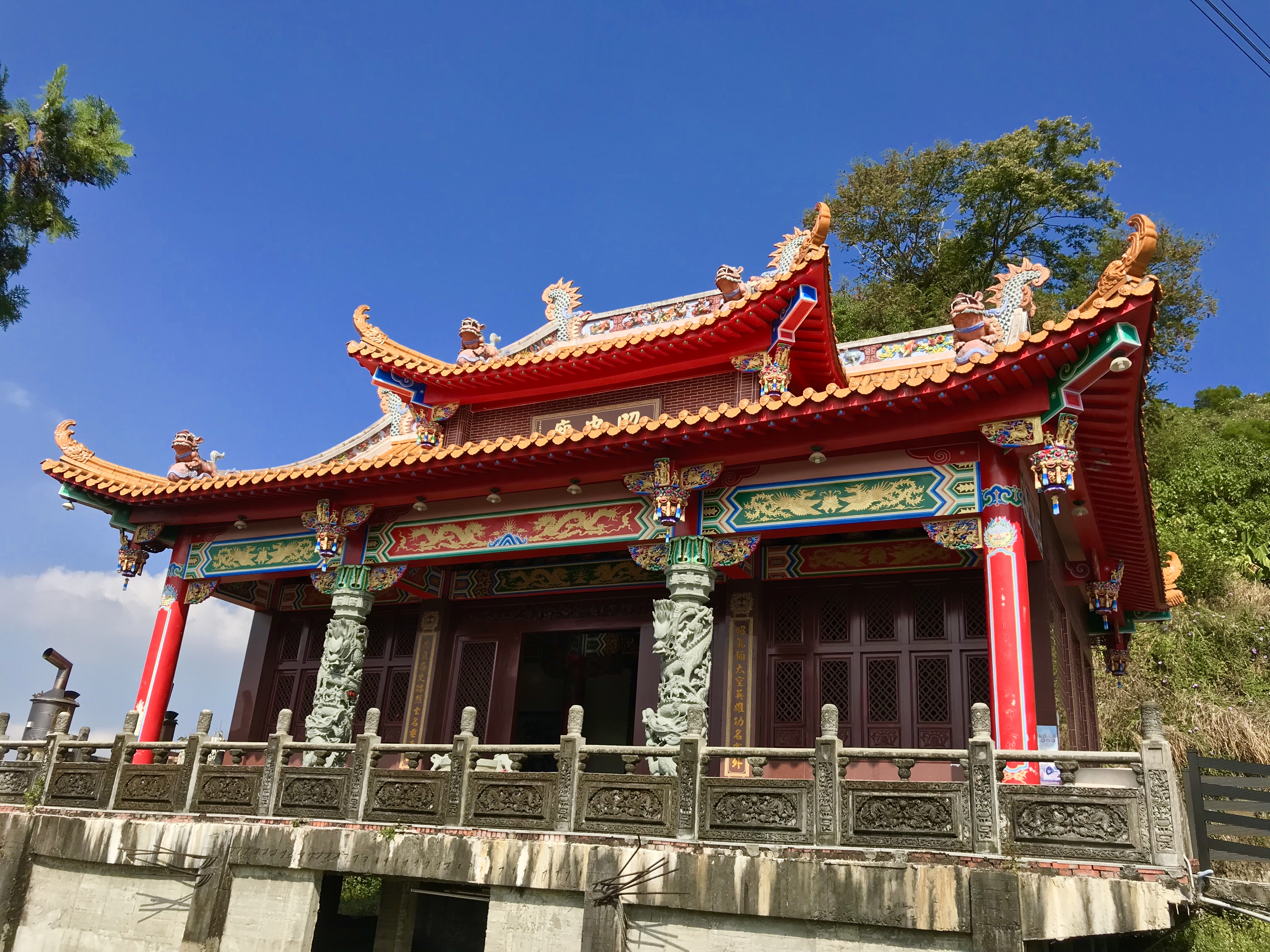
Zhaozhong-Tempel